# Poinson-lès-Grancey
Poinson-lès-Grancey là một xã thuộc tỉnh Haute-Marne trong vùng Grand Est đông bắc nước Pháp. Xã này nằm ở khu vực có độ cao trung bình 433 mét trên mực nước biển.
Sông Ource chảy theo hướng đông bắc qua phía nam thị trấn, sau đó tạo thành ranh giới đông bắc.